# Aminadab
Aminadab (en hebreo, עמינדב, «mi pueblo es generoso») es un personaje menor del Antiguo Testamento, aunque también es citado en el Nuevo Testamento. Según la genealogía de Jesús de Mateo el Evangelista, fue hijo de Aram y padre de Naasón, siendo ellos ancestros de Jesús de Nazaret. En el Libro de los Números se menciona varias veces a «Naasón, hijo de Aminadab», «jefe de los hijos de Judá»; lo que significa que fueron patriarcas de la Tribu de Judá. En el Libro del Éxodo se menciona que su hija Isabel era la esposa de Aarón, por lo que Aminadab sería su suegro.
En el libro Linaje del Santo Grial, el revisionista e historiador Laurence Gardner propone que Aminadab es Akenatón, y establece una base histórica para el éxodo. De acuerdo a la especulación de Gardner, cuando Tutmosis IV murió, su hijo Amenofis III se casó con su hermana Sitamón. Una vez que se habría asegurado el trono, se casó Tiy; la hija del visir Yuya, que sería el patriarca bíblico José.
Gardner continúa explicando que, como los extranjeros iban ganando poder en el Antiguo Egipto (Yuya gobernó mucho tiempo), se decidió que a ningún hijo de Tiy se le permitiría heredar el trono, debido a lo cual se los mataría al nacer. La familia de Tiy vivía en la tierra de Gosén, así que cuando ella iba a dar a luz se establecieron en Caru, donde tenían su palacio de verano. Allí, el bebé recién nacido fue puesto en una canasta de juncos que flotó río abajo hasta la casa de Yuya, medio hermano de Leví. Éste hijo sería Moisés.